# Du Li

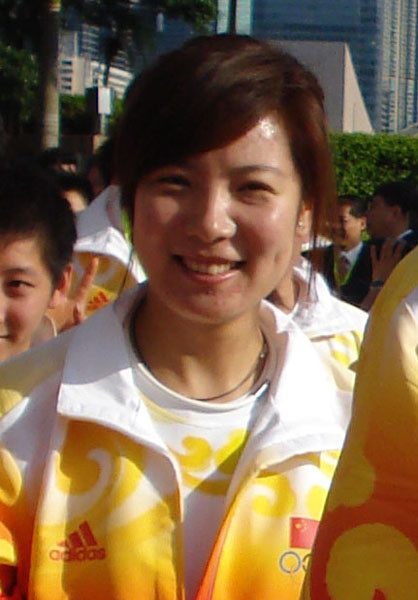
Du Li bei den Olympischen Spielen 2008

Du Li (chinesisch 杜丽, Pinyin Dù Lì; * 5. März 1982 in Zibo, Provinz Shandong) ist eine chinesische Sportschützin. 2004 war sie Goldmedaillengewinnerin der Olympischen Spiele in Athen, 2006 wurde sie Weltmeisterin im Luftgewehrschießen.
Du begann im Alter von 12 Jahren mit dem Schießsport. Ihren größten Erfolg vor dem Olympiasieg feierte sie 2002 bei den Weltmeisterschaften im finnischen Lahti, als sie hinter der Tschechin Kateřina Kůrková Platz 2 belegte. Bei der WM 2006 in Zagreb konnte sie das Ergebnis wenden und holte den Titel vor Kůrková.
Am 4. Juni 2003 siegte sie bei der Weltcup-Veranstaltung in Zagreb und stellte mit 504,9 Ringen einen Weltrekord auf, der erst am 24. Mai 2008 von der Deutschen Sonja Pfeilschifter (505,0) überboten wurde.
Im olympischen Finale am 14. August 2004 lag Du nach der Qualifikation mit 398 Ringen hinter der Russin Ljubow Galkina noch auf Platz 2. Im Finale überholte sie ihre Konkurrentin und siegte am Ende mit 502,0 Ringen vor Galkina und der Weltmeisterin Kateřina Kůrková und sicherte sich damit die erste Goldmedaille der Olympischen Spiele 2004. Bei den Olympischen Spielen 2008 im heimischen China konnte sie die Erwartungen an sie im ersten Wettbewerb mit dem Luftgewehr als Fünftplatzierte nicht voll erfüllen. Im Dreistellungskampf mit dem Kleinkalibergewehr errang sie jedoch fünf Tage später die Goldmedaille und stellte mit 690,3 Ringen einen neuen olympischen Finalrekord auf.
Ihre dritte olympische Medaille gewann Du Li bei den Olympischen Spielen 2016, als sie mit dem Luftgewehr die Silbermedaille hinter Virginia Thrasher (USA) erkämpfte.